# Valira Group
Die Valira S.A.  ist ein spanisches Unternehmen, das ausschließlich auf die Herstellung von Haushaltswaren im Jahre 1970 von José Betriu gegründet wurde. In Spanien ist Valira eine der führenden Marken. Valira Group gehört zu den größten Arbeitgebern in der Stadt Reus.
Zum Konzern Valira Group mit Hauptsitz in der Stadt Reus im Süden Kataloniens gehören fünf Industrie- und Gewerbebetriebe. Valira Reus mit einer Produktionsfläche von rund 15.000 m² hat eine jährliche Produktionskapazität von mehr als vier Millionen Produkte, die auch international vertrieben werden und durch verschiedene Auszeichnungen sowohl im Handel und in der Industrie bekannt sind. Bekannte eingetragene Markennamen der Valira Group sind: PREMERSA, ARHOSA, IAMSA und VALIRA.
Bekannte Produkte sind: Töpfe, Pfannen, Espresso- und Kaffeeperkolator, Kaffeekannen, Thermoskannen, Isolierbehälter, Schalen und Handwerkzeug und Zubehör für den Küchen- und Haushaltsbedarf.